# IC 1260
IC 1260 је галаксија у сазвјежђу Змај која се налази на листи објеката дубоког неба у Индекс каталогу.
Деклинација објекта је + 58° 28' 35" а ректасцензија 17h 27m 31,6s. Привидна величина (магнитуда) објекта IC 1260 износи 14,7 а фотографска магнитуда 15,7. IC 1260 је још познат и под ознакама MCG 10-25-40, CGCG 300-32, NPM1G +58.0200, ARP 311, VV 101, PGC 60324.